# Zakrystia katedralna na Wawelu
Zakrystia katedralna, dawniej kaplica św. Małgorzaty – zakrystia katedry wawelskiej. Znajduje się północnym ramieniu ambitu, na wschód od kaplicy Zebrzydowskiego. Od północy przylega do Skarbca Katedralnego, natomiast od południa do kaplicy Gamrata.

## Historia
Obiekt powstał w latach 1320 – 1322, sumptem biskupa Nankera, jako kaplica pod wezwaniem świętej Małgorzaty. Powiększona w 2. połowie XV wieku. Wówczas przeznaczono ją na zakrystię. Wtedy też przebito wejście do skarbca katedralnego. Restaurowana w latach późniejszych.

## Architektura
Zakrystia zachowała swój gotycki charakter, m.in. sklepienie krzyżowo-żebrowe ze zwornikami Święty Michał, Święta Małgorzata oraz zwornik przedstawiający wirującą rozetę. Zworniki te są szczególnie cenne przy rozpatrywaniu pochodzenia pierwszego warsztatu budowlanego gotyckiej katedry na Wawelu. Zworniki te są odosobnione w gotyckiej architekturze Małopolski, a także architekturze środkowej Europy, ponieważ w Czechach pojawiły się dopiero w 3. ćwierci XIV wieku. Bardzo bliskie formalnie zworniki pojawiły się później na Śląsku (Paczków, Jelenia Góra, Gliwice, Strzegom).
Na ścianach znajdują się obrazy: Matka Boska ze świętym Janem Ewangelistą i świętym Janem Chrzcicielem (XVII wiek), Apoteza księdza Marcina Baryczki (2. połowa XVII wieku), Grosz czynszowy (XVII wiek, kopia obrazu Tycjana), Święty Dominik pędzla Piotra Parisa (1731) oraz Męczeństwo świętego Wojciecha, Święty Kazimierz i Święty Mikołaj – trzy obrazy Tadeusza Konicza z XVIII wieku.

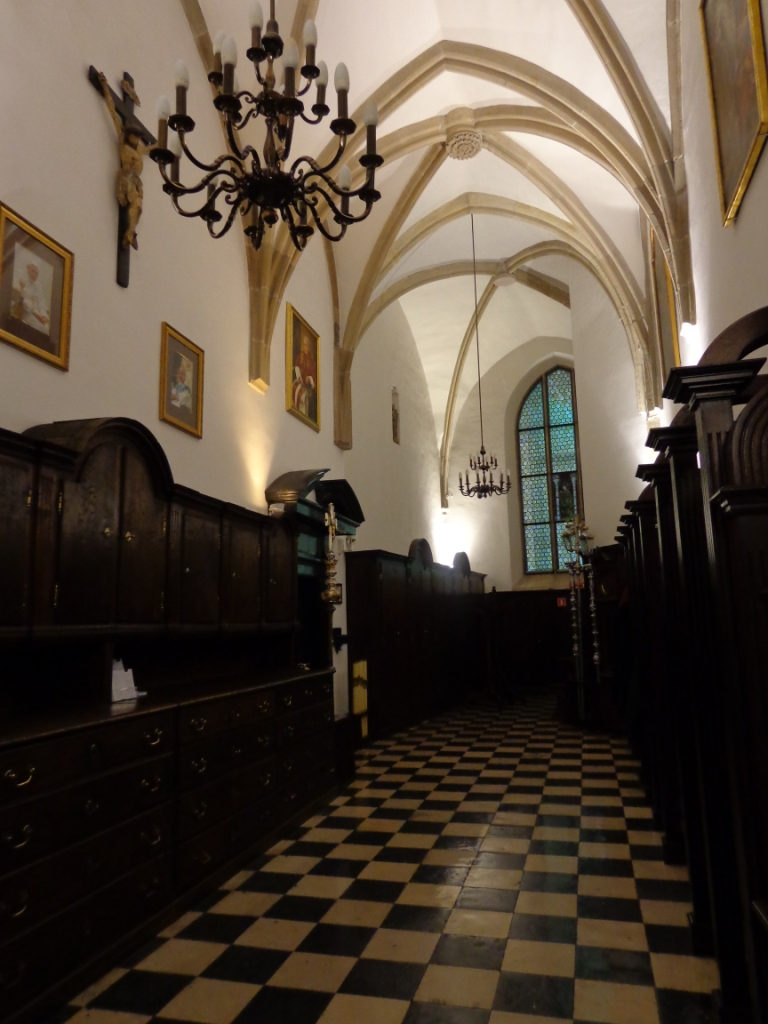
Wnętrze zakrystii (dawnej kaplicy św. Małgorzaty)
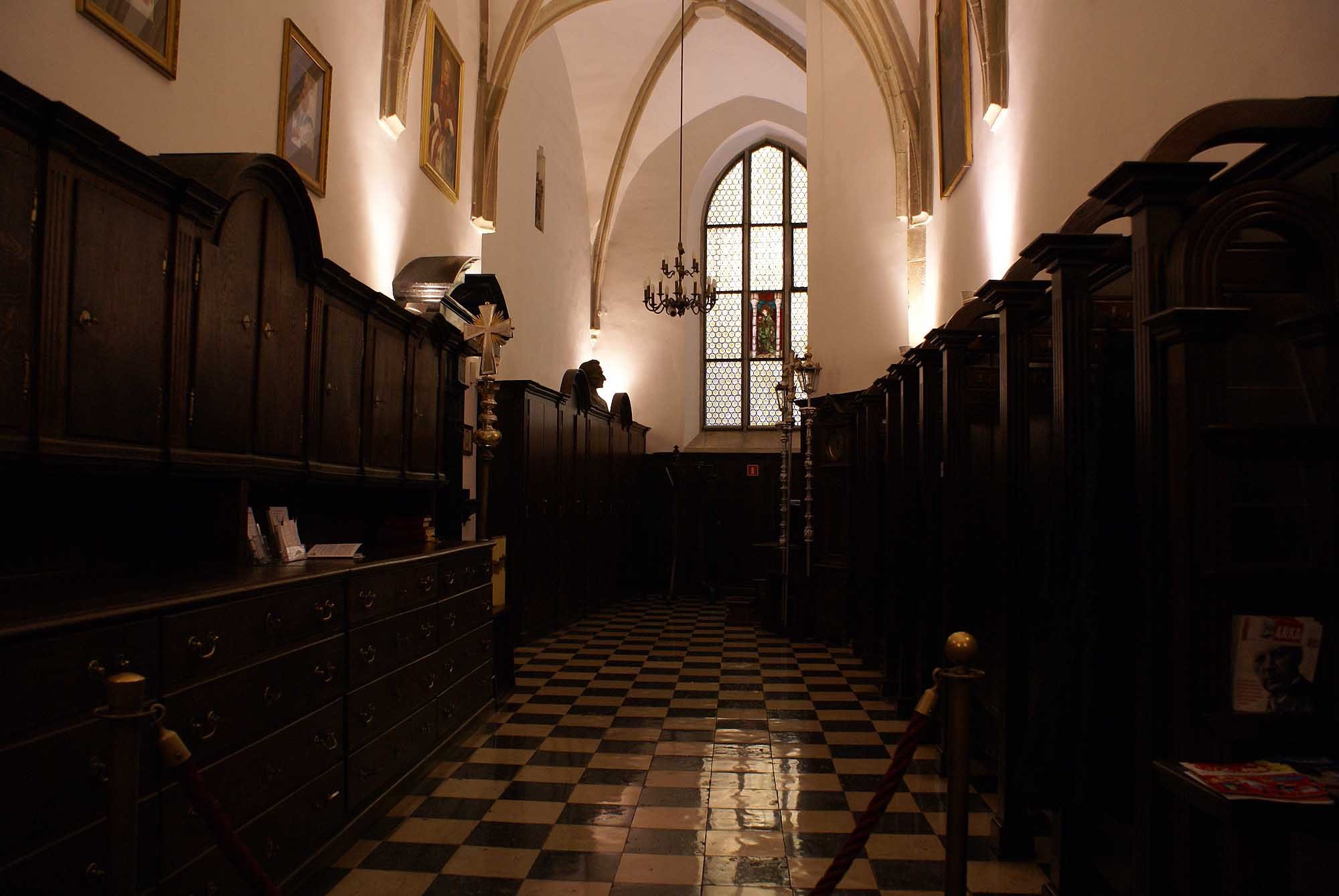